# Copulabyssia corrugata
Copulabyssia corrugata is een slakkensoort uit de familie van de Pseudococculinidae. De wetenschappelijke naam van de soort is voor het eerst geldig gepubliceerd in 1883 door Jeffreys.